# Hermann Gugel
Hermann Gugel (* 25. Februar 1852 in Altoberndorf; † 23. Juli 1935) war württembergischer Oberamtmann und später Regierungsrat bei der Regierung des Donaukreises in Ulm.

## Leben
Gugel studierte Regiminalwissenschaft an der Universität Tübingen, wo er sich der Studentenverbindung Landsmannschaft Schottland anschloss. 1877 kam er nach dem zweiten Staatsexamen als Amtmann zum Oberamt Horb. Dort ist er 1879 zugleich Amtsanwalt geworden. 1882 wurde er Amtmann der Stadtdirektion von Stuttgart. 1885 erhielt er einen Lehrauftrag für Rechtskunde und Verwaltungsrecht an der Akademie Hohenheim, 1886 promovierte er an der Staatswissenschaftlichen Fakultät in Tübingen. 1887 wurde er Oberamtmann beim Oberamt Nagold, 1892 wechselte er zum Oberamt Heilbronn. Als Regierungsrat wechselte er 1894 zur Regierung des Donaukreises nach Ulm, wo er 1910 Oberregierungsrat wurde. Er trat 1915 in den Ruhestand.
Er wurde 1899 mit dem Ritterkreuz 1. Klasse des Friedrichs-Ordens ausgezeichnet.